# Cor dos cabelos

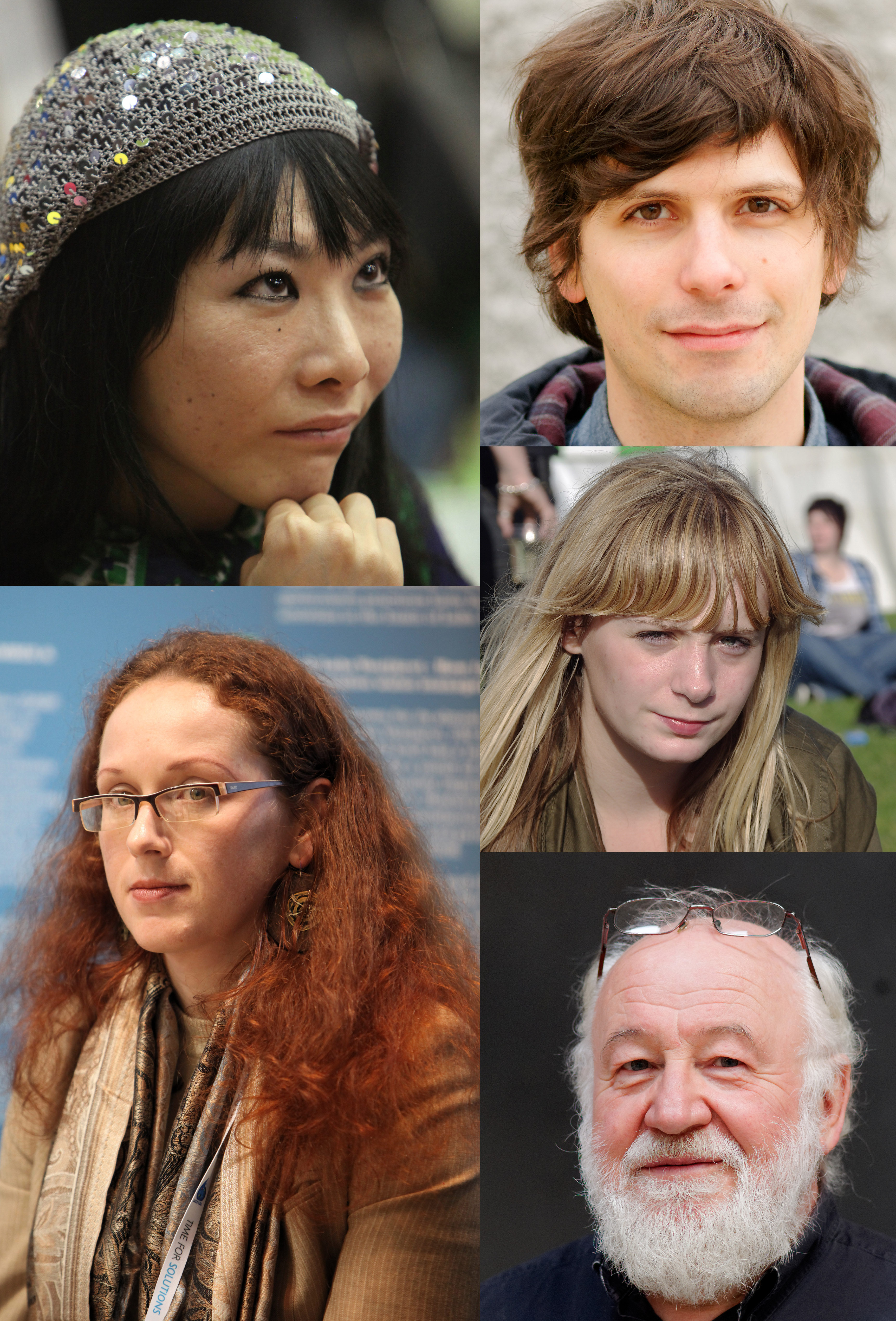
Uma variedade de cores de cabelos humanos; à esquerda acima, sentido horário: preto, castanho, loiro, branco, ruivo

A cor dos cabelos varia em função dos diferentes níveis do pigmento melanina. Nos seres humanos, os cabelos naturais são basicamente das seguintes cores: loiros, castanhos, pretos, ruivos. Entretanto, podem ser tingidos e adquirirem praticamente todos os tipos de cores. A falta de melanina nos cabelos humanos provoca uma cor esbranquiçada nos cabelos, podendo ser processo decorrente do envelhecimento ou de uma doença, como o albinismo.

## Cores naturais dos cabelos
| Loiro Comum | Castanho Claro ou Loiro escuro | Castanho Médio | Castanho escuro | castanho meio ruivo | Ruivo | Preto | Cinza ou Grisalho | Branco |

| Genótipo       | Fenótipo               |
| aabb           | Cabelo loiro           |
| Aabb,aaBb      | Cabelo ruivo           |
| AAbb,aaBB AaBb | Cabelo castanho claro  |
| -------------- | ---------------------- |
| AABb,AaBB      | Cabelo castanho escuro |
| AABB           | Cabelo preto           |

### Brancos
Cabelos acinzentados, ou por decorrência da idade, ou pela perda precoce de melanina, que pode ocorrer na adolescência ou até mesmo na infância. Em pessoas idosas, pessoas albinas ou sob condições anômalas.

### Loiros
Os cabelos loiros possuem pouca melanina e podem variar entre loiro escuro ao quase branco, a ocorrência mais comum acontece entre os caucasianos (brancos) de origem europeia, principalmente nos habitantes das regiões dos Países Nórdicos, Rússia, Países Alpinos, Leste Europeu, Grã Bretanha.

### Ruivos
Os cabelos ruivos possuem pouca melanina e muita feomelanina e podem adquirir uma tonalidade mais avermelhada ou mais alaranjada dependendo da variação. Os cabelos ruivos avermelhados são bastante comuns na Rússia, Grã-Bretanha, Países Nórdicos e França. Os ruivos alaranjados: Algo entre o loiro e o ruivo avermelhado, são bastante comum nos países como a Irlanda e Escócia. Podem adquirir um tom mais acastanhado em ambientes mais escuros.

### Castanhos
Os cabelos castanhos variam do castanho claro ao quase preto. Algumas pessoas podem refletir uma certa coloração dourada quando expõem os cabelos ao sol, por isso podemos considerar esse tipo de cabelo como castanho claro, já os cabelos castanhos escuros apresentam uma tonalidade muito próxima ao preto e, diferente dos cabelos castanhos claros e médios, não apresentam coloração dourada quando expostos ao sol, mas algumas vezes podem parecer avermelhados. Os cabelos castanhos são muito comuns em Caucasianos (Brancos) sobretudo no Sul da Europa.

### Pretos
Cabelos pretos são os que possuem mais melanina e apresentam um tom azulado quando expostos ao sol. São mais comuns em pessoas de ascendência asiática, negros de ascendência africana e nativos-americanos (índios).

### Grisalhos
Cabelos acinzentados, ou por decorrência da idade, ou pela perda precoce de melanina, que pode ocorrer na adolescência ou até mesmo na infância. Em pessoas idosas, pessoas albinas ou sob condições anômalas.[carece de fontes?]

## Cores artificiais
De acordo com Clemente de Alexandria, foi Medeia, filha de Eetes da Cólquida, quem inventou a tintura do cabelo.

## Galeria de imagens

Cabelo pretoCabelo preto
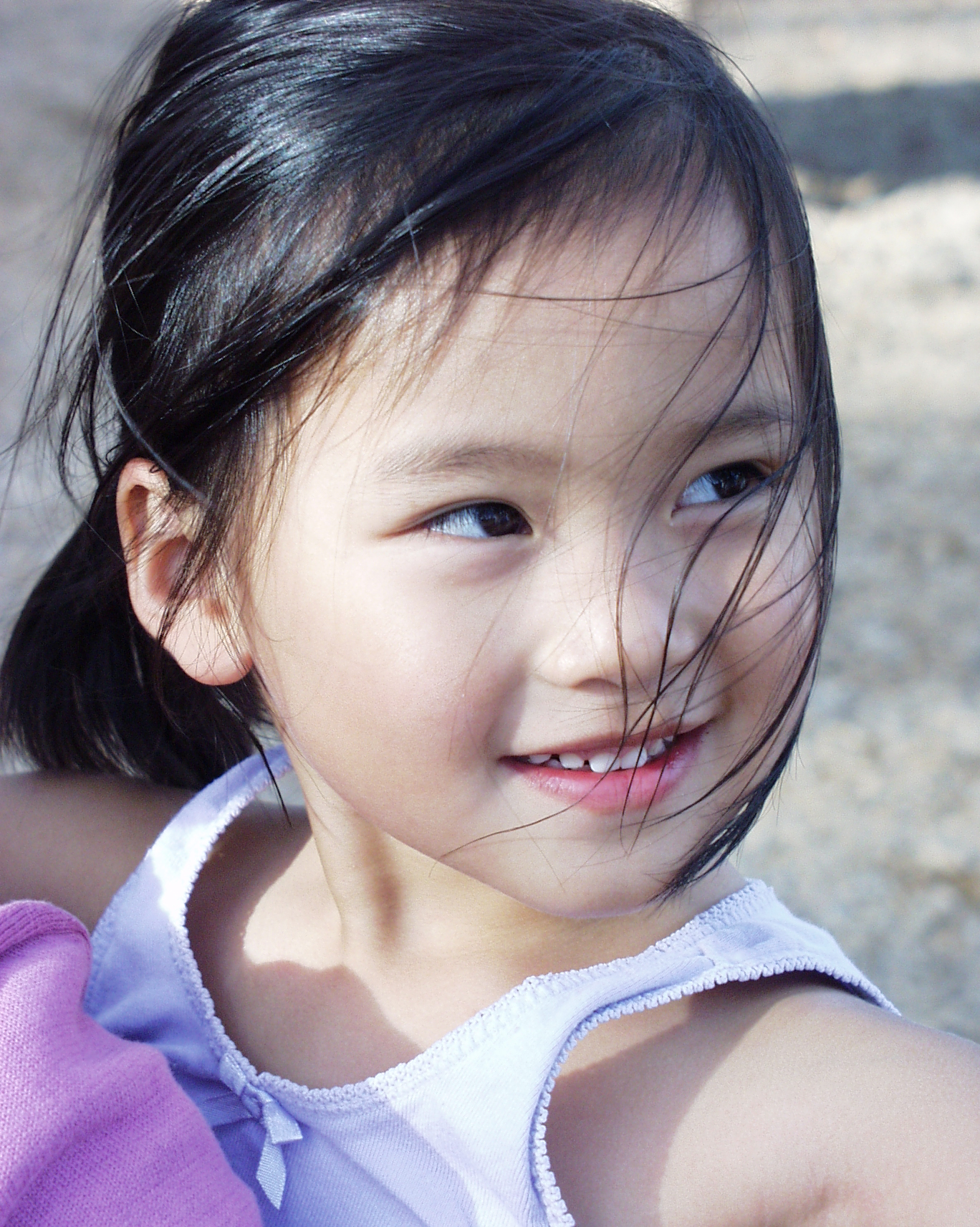
Cabelo preto natural
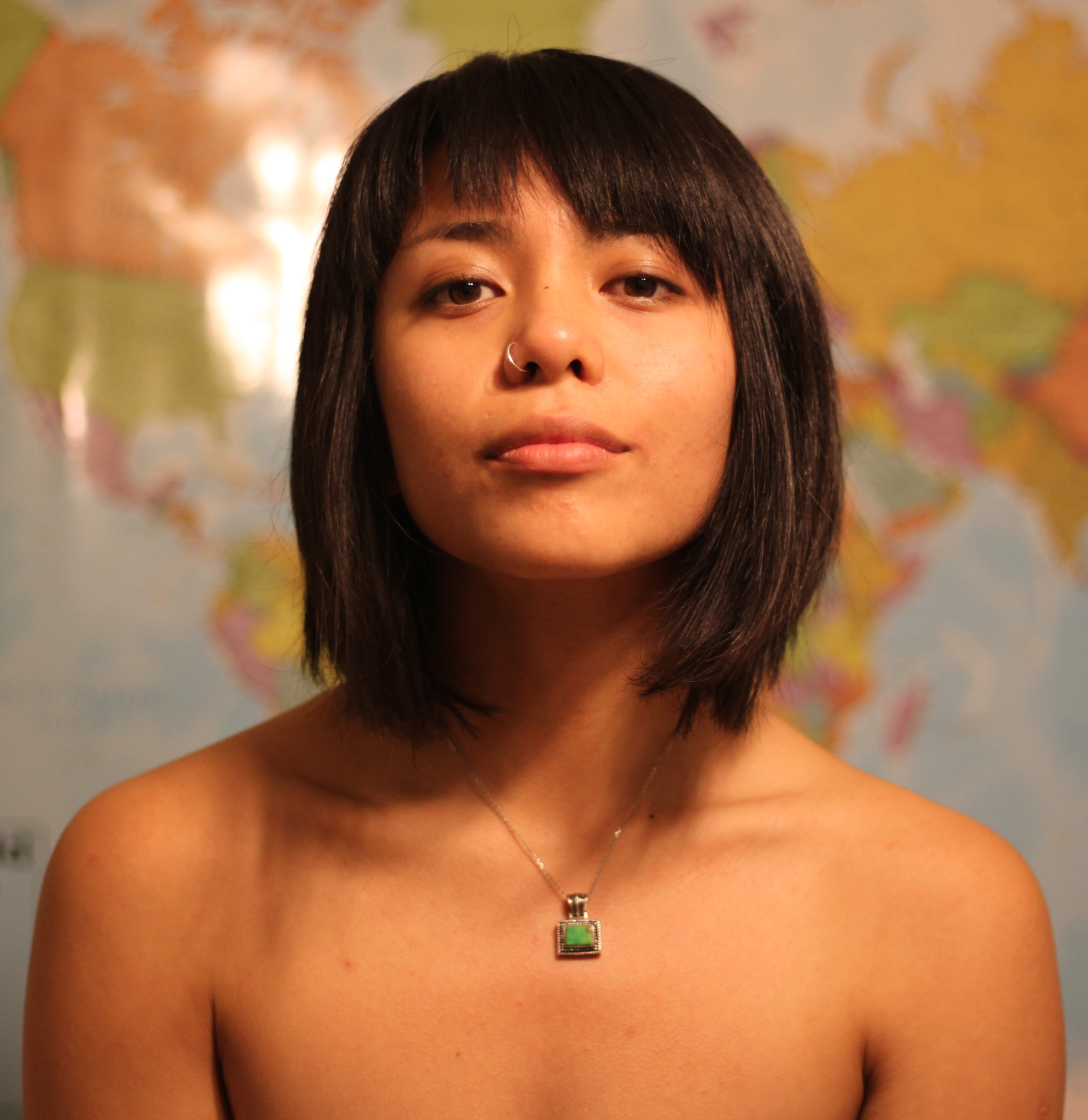
Cabelo castanho escuro
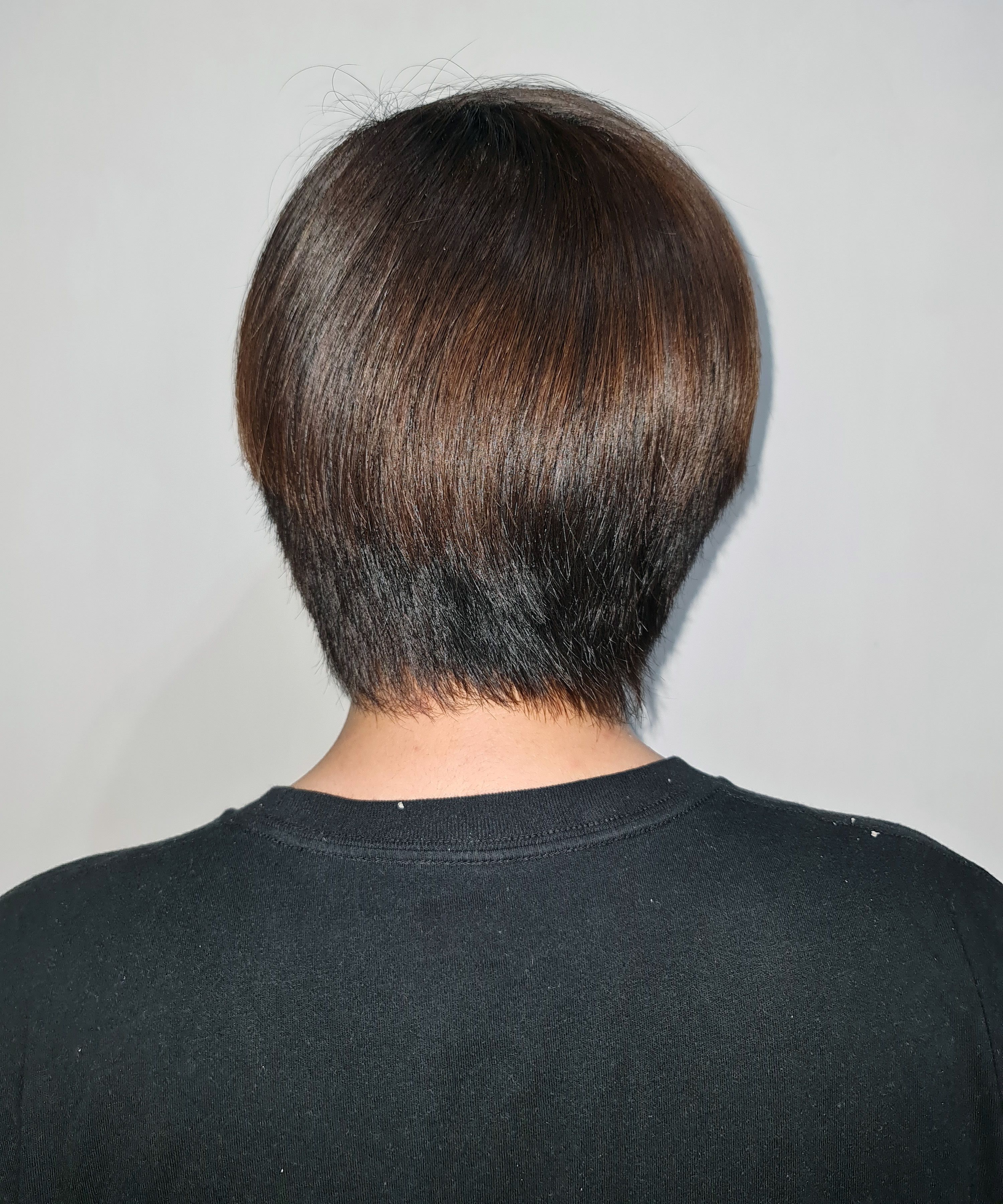
Cabelo castanho médio
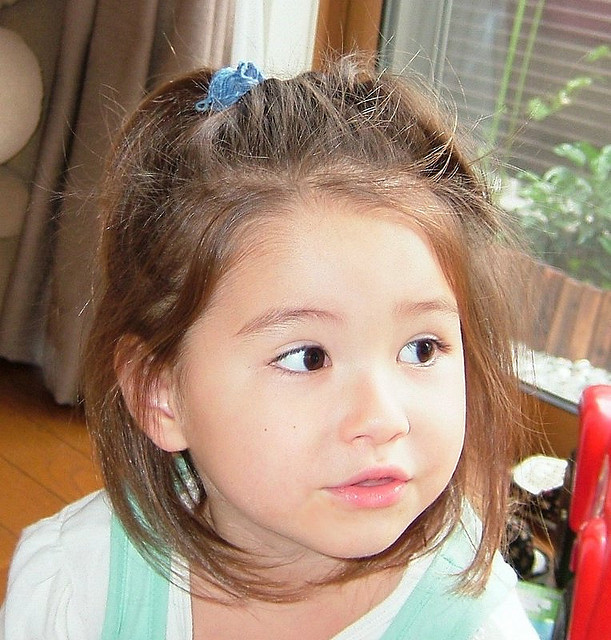
Cabelo castanho natural
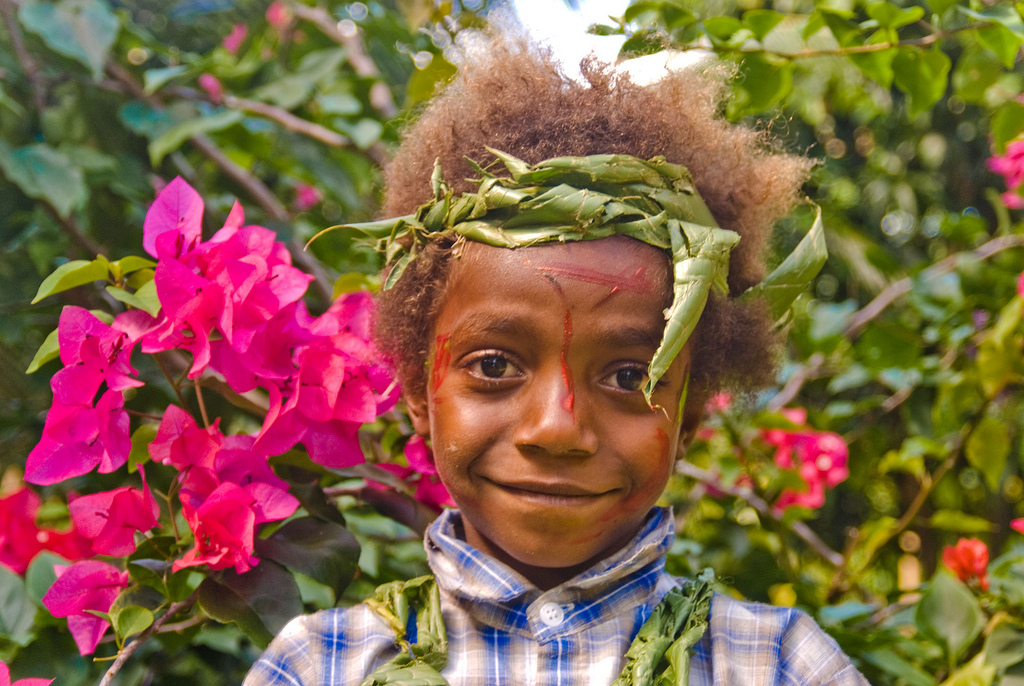
Cabelo castanho claro
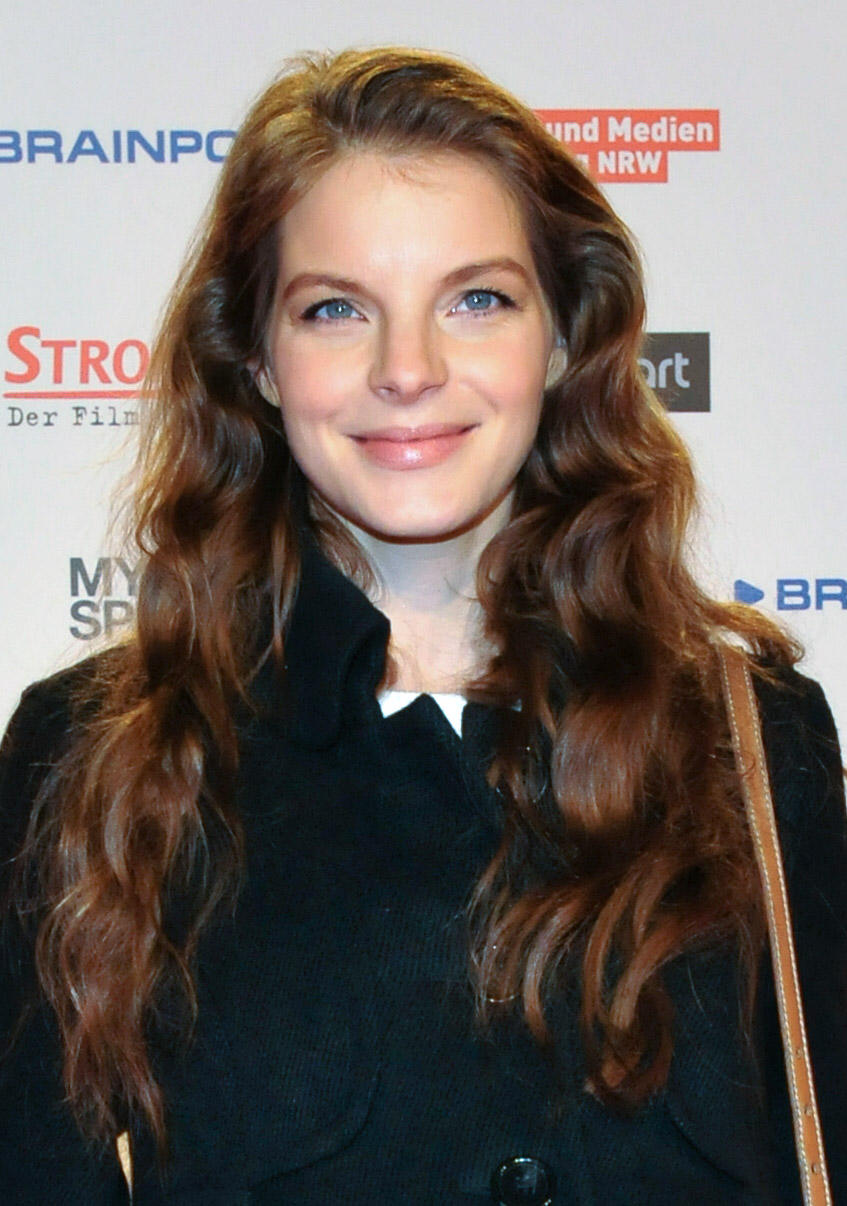
Cabelo castanho
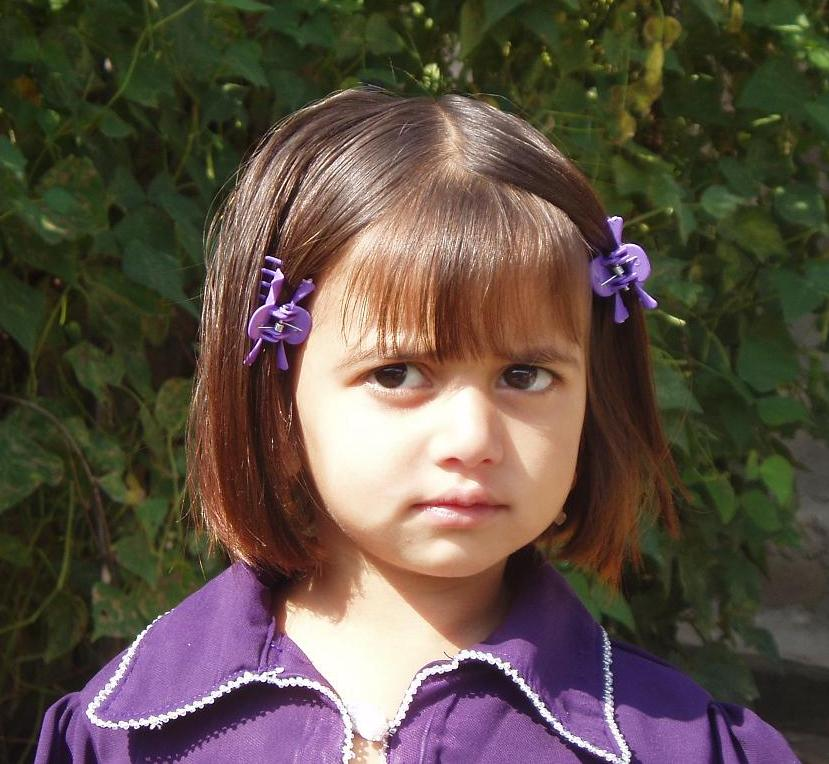
Cabelo castanho claro
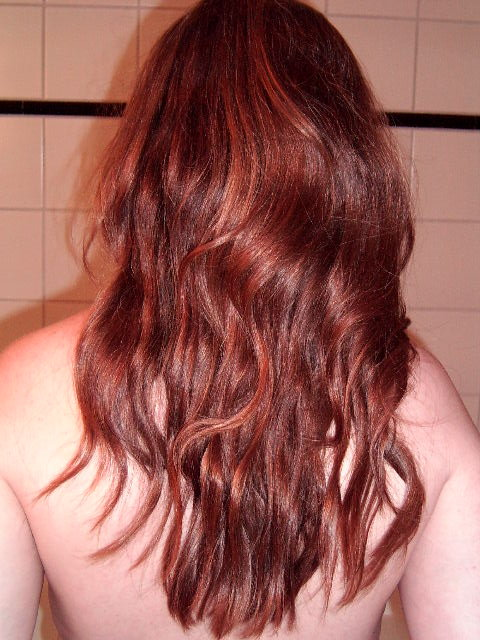
Cabelos castanho avermelhado
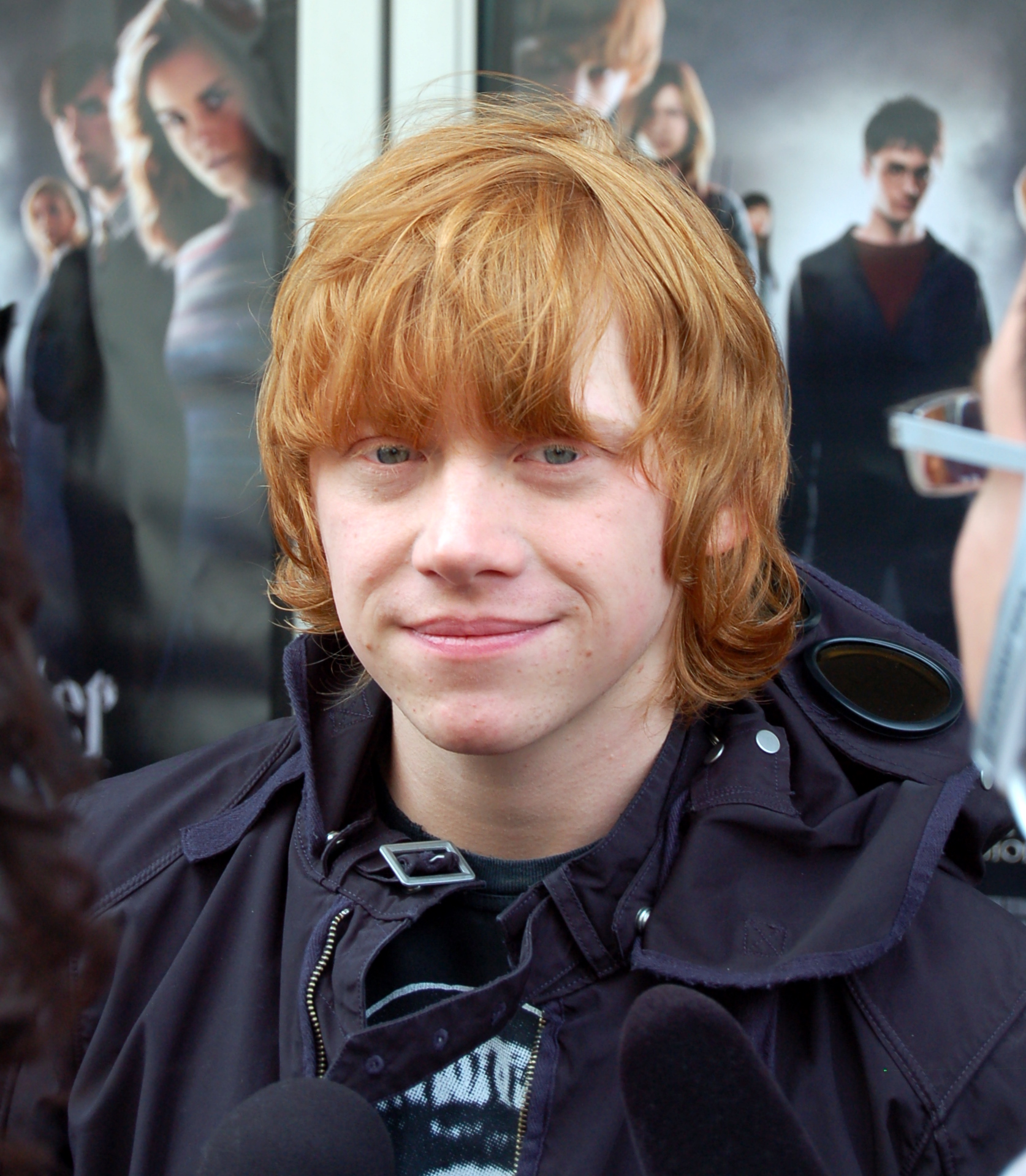
Cabelo ruivo
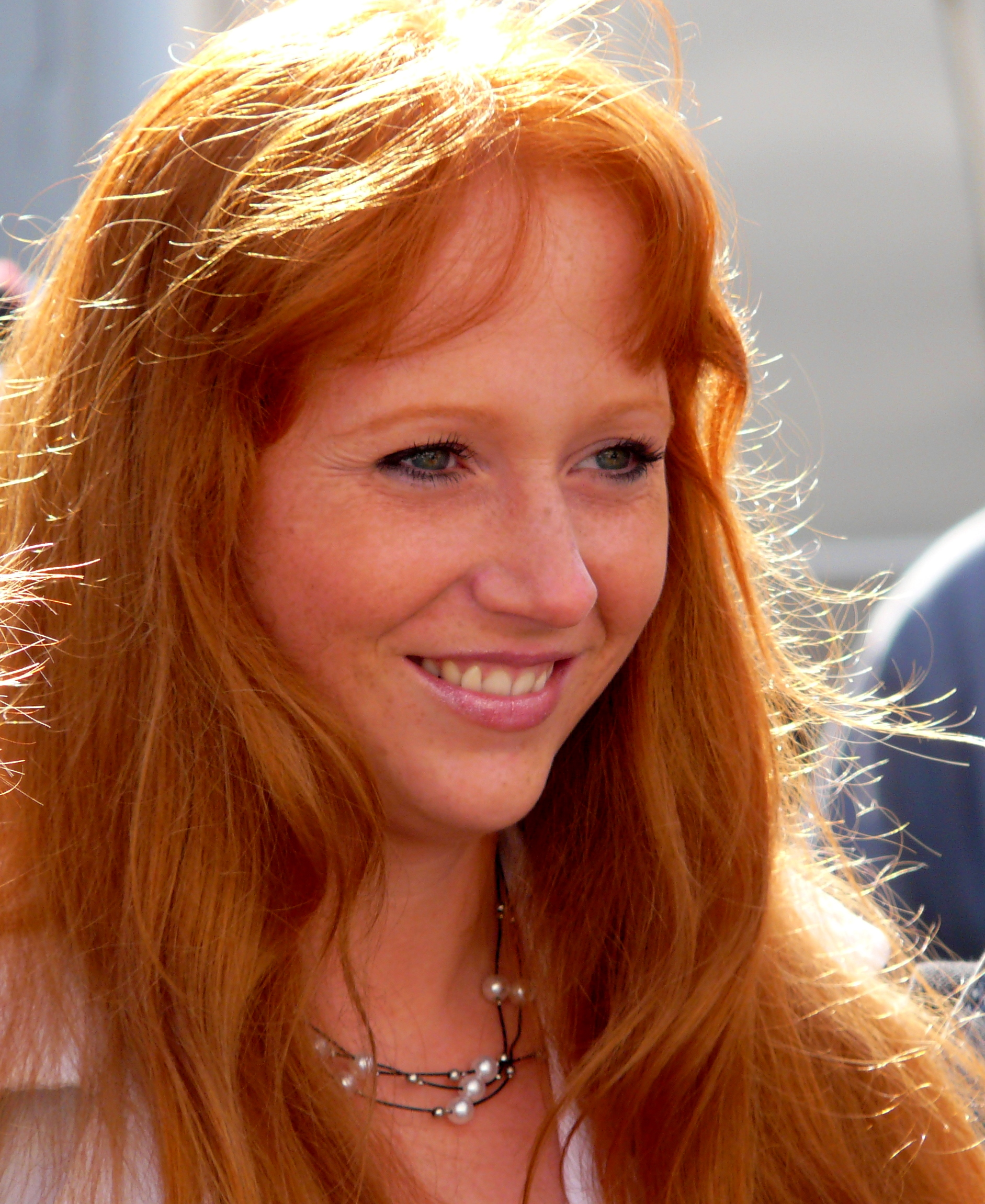
Cabelo ruivo alaranjado
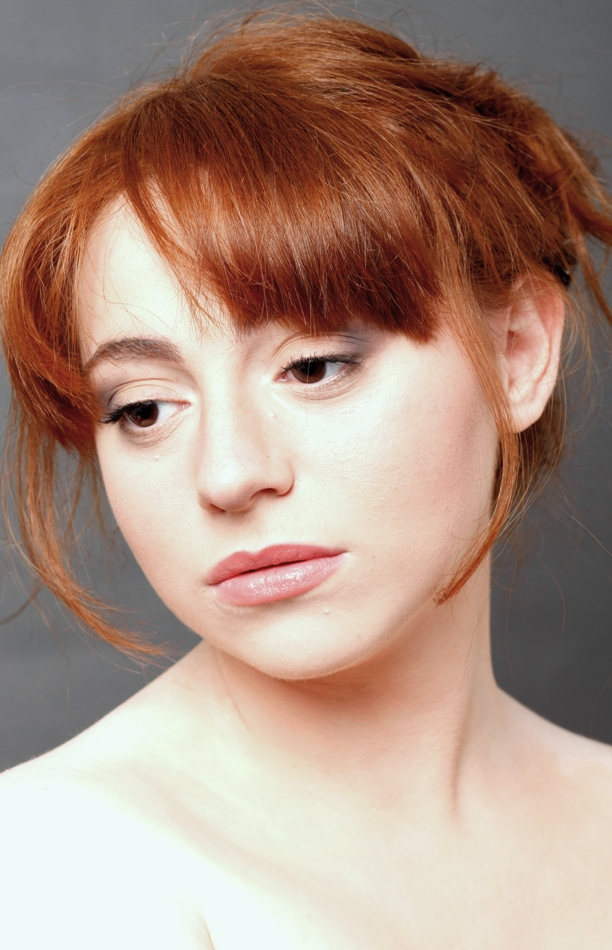
Cabelo de cobre
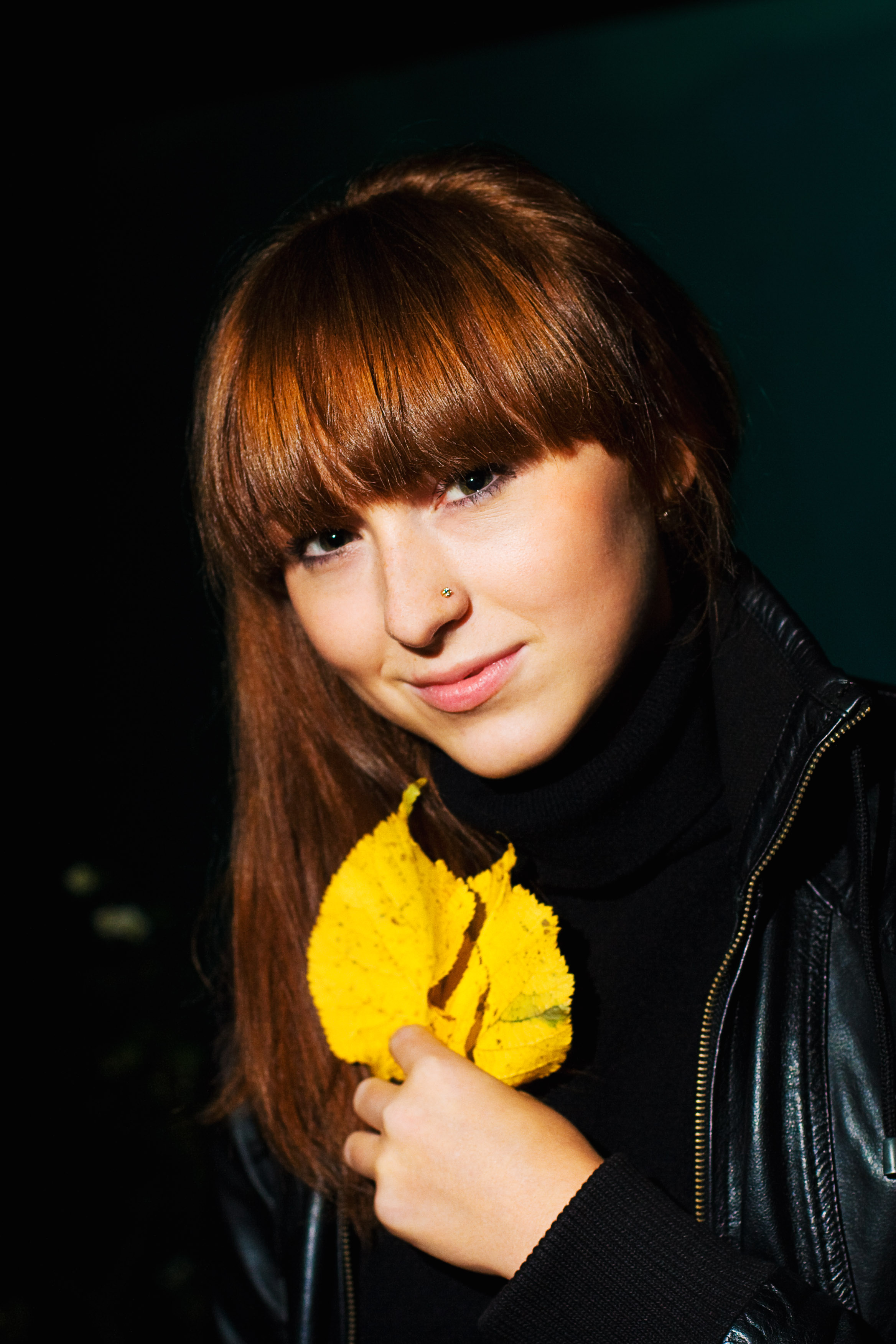
Cabelo ticiano
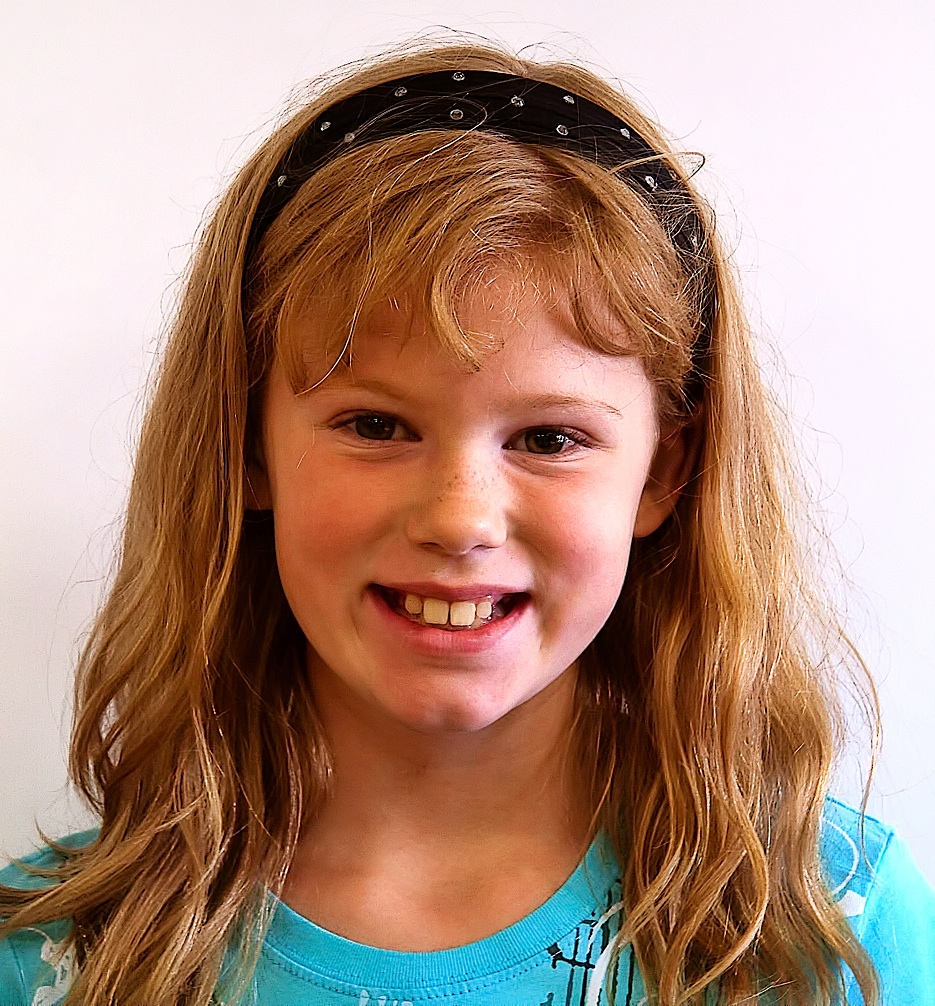
Cabelo loiro avermelhado
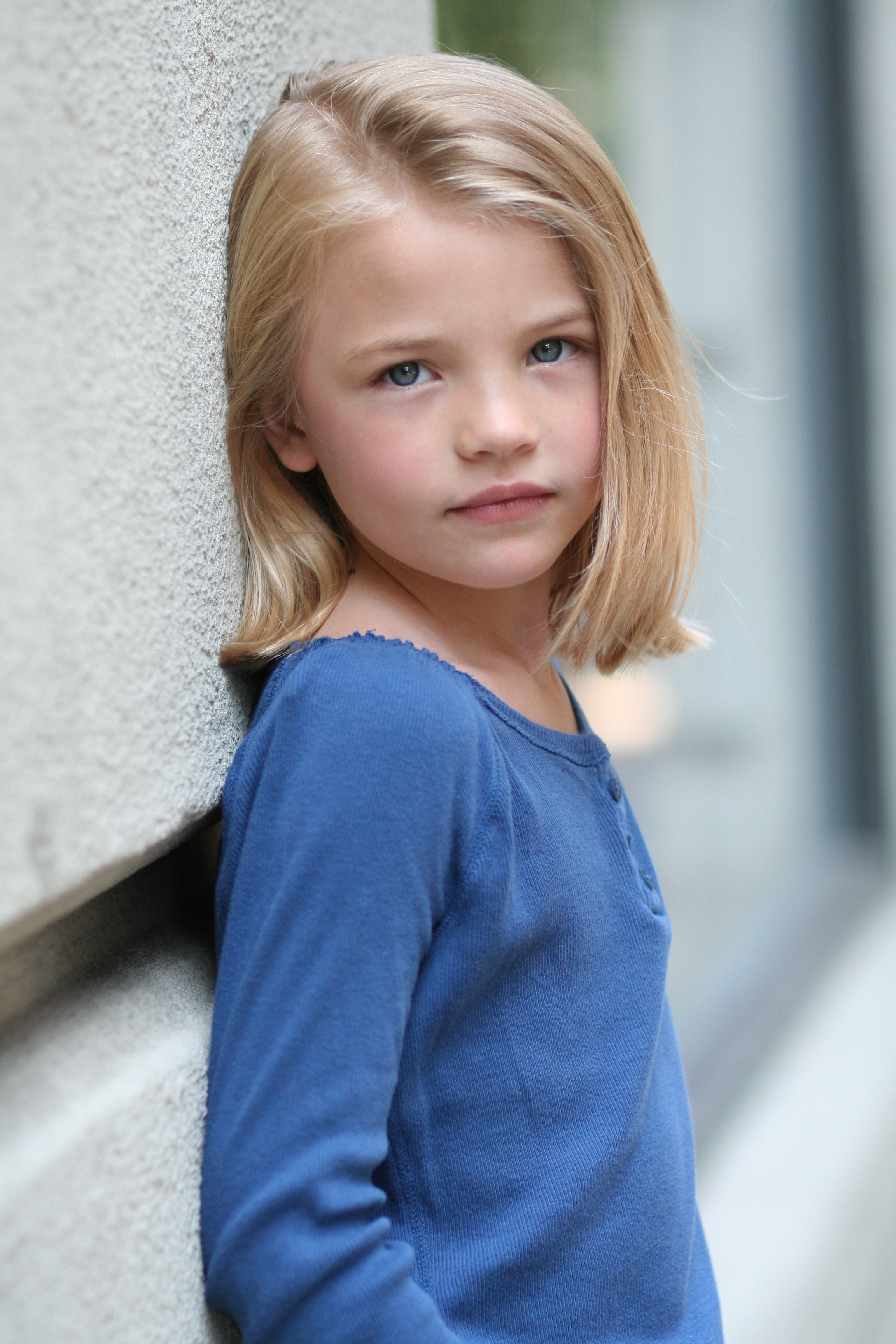
Cabelo loiro claro
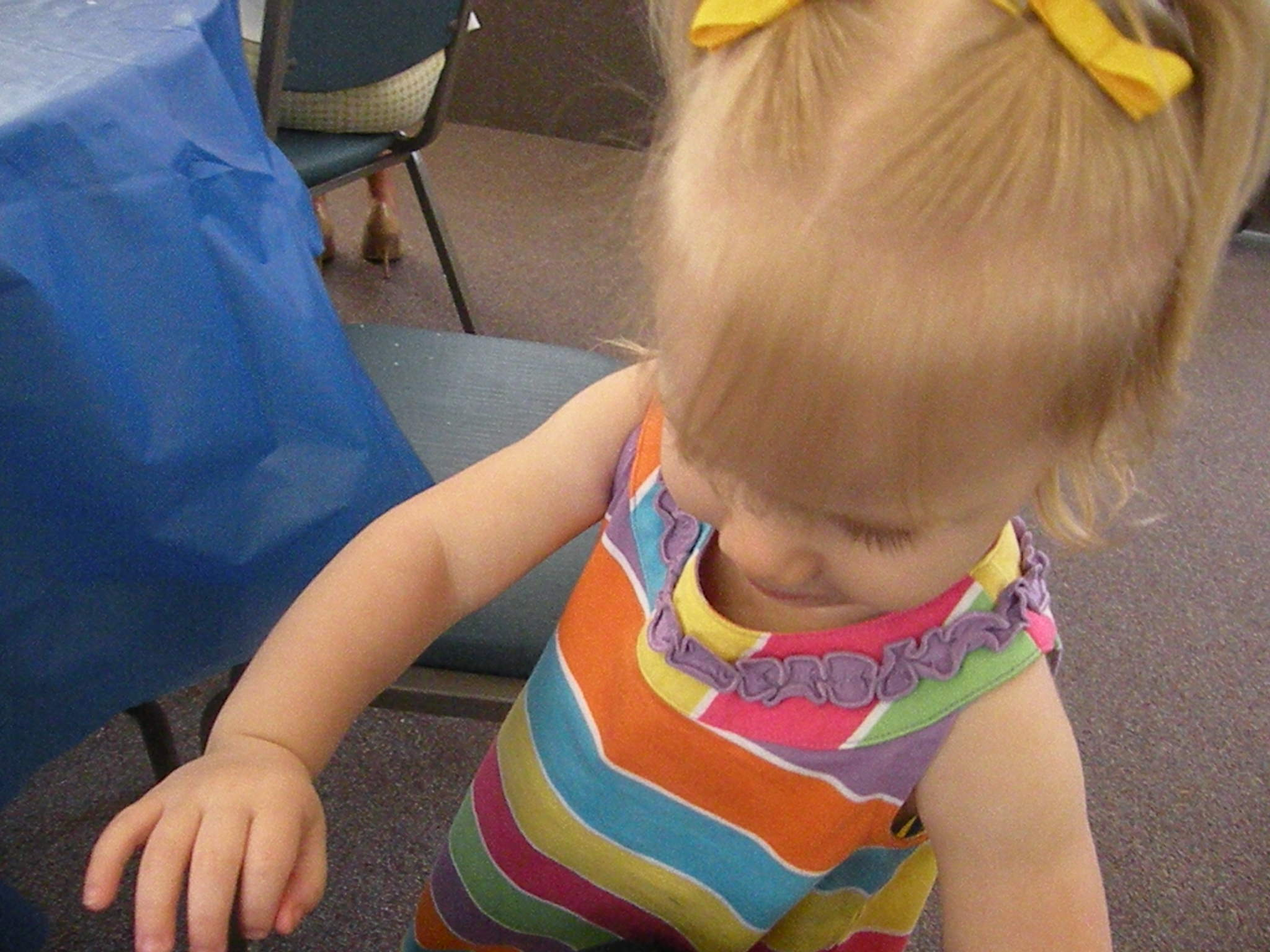
Cabelo loiro dourado
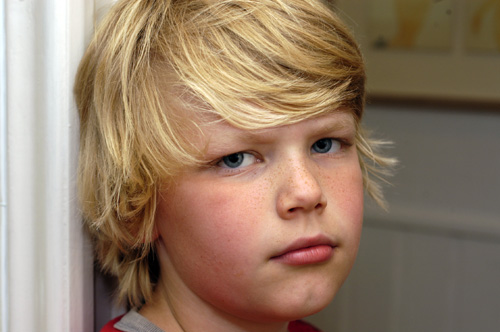
Cabelo loiro médio
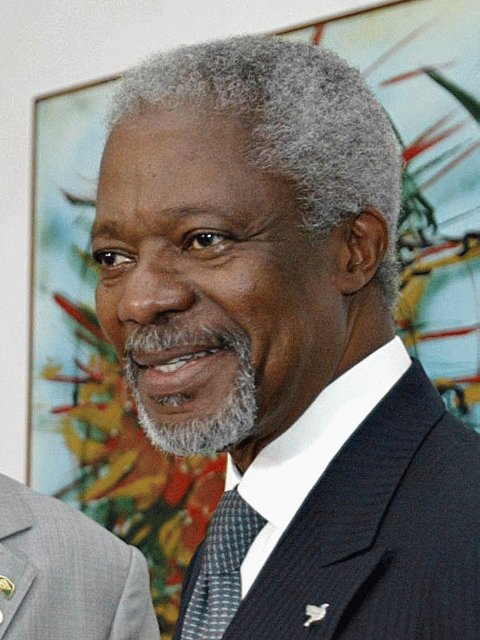
Cabelo grisalho
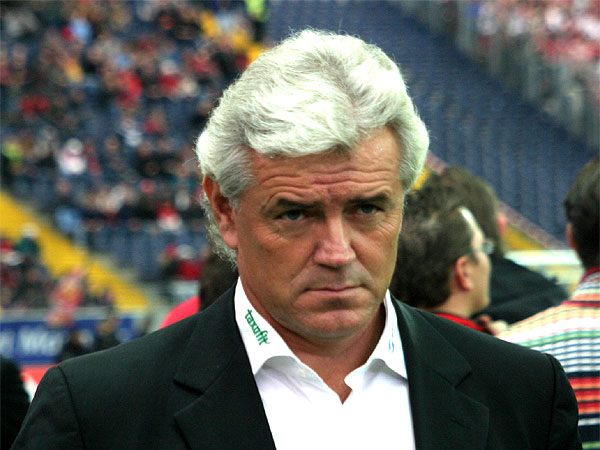
Cabelo branco
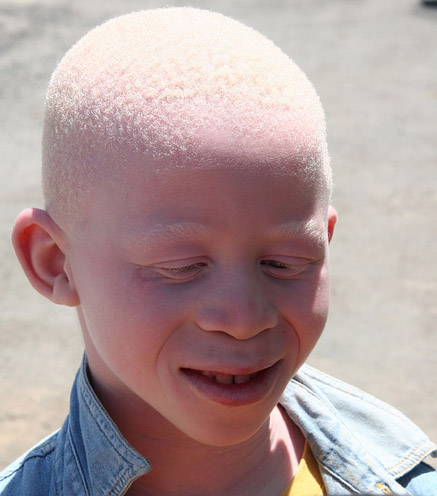
Cabelo branco causado pelo albinismo